# Kikut (Zeitschrift)
Kikut (ZDB-ID: 630022-4) ist eine seit 1976 erscheinende Schriftenreihe zur Vermittlung plattdeutscher Literatur der Gegenwart in der Region Mecklenburg-Vorpommern. Das in der Regel jährlich erscheinende Periodikum wurde ursprünglich vom Bezirksarbeitskreis „Niederdeutsche Sprache und Literatur“ der Bezirksleitung Neubrandenburg im Kulturbund der DDR gegründet. Heute wird Kikut vom Fritz-Reuter-Literaturmuseum in Stavenhagen herausgegeben.

## Geschichte
Die Idee zu Kikut reicht bis in das Jahr 1972 zurück. Vier Jahre vor dem Ersterscheinen formulierte das Fritz-Reuter-Literaturmuseum ein Konzept für eine Zeitschrift mit dem Titel „Eikbombläder. Plattdütsch von gistern un hüt“. Das Publikationsorgan für neue niederdeutsche Literatur stieß bei den Kulturfunktionären des Bezirks Neubrandenburg allerdings nicht auf Gegenliebe. Erst 1976 mit der Gründung des Neubrandenburger Bezirksarbeitskreises „Niederdeutsche Sprache und Literatur“, einer Gruppierung, die Schreibende, Rezitatoren, Laienspieler und Vertreter von Interessengemeinschaften aus 14 Städten der Region zusammenführte, wurde es möglich, die Zeitschrift ins Leben zu rufen. In Anlehnung an einen bei Fritz Reuter gelegentlich verwendeten Begriff wurde sie nun „Kikut“ genannt. Be-stimmt war das Periodikum als Arbeitsmaterial für Interessengemeinschaften und Freunde der niederdeutschen Sprache. Herausgegeben wurde sie vom Kulturbund, später auch vom Fritz-Reuter-Literaturmuseum. In einem Editorial „An unsere Leser“ schrieb die Redaktion: „Anliegen dieser Schriftenreihe ist es, neue plattdeutsche Literatur zu veröffentlichen, wissenschaftliche Arbeitsergebnisse zur niederdeutschen Literatur- und Sprachforschung vorzulegen und Informationen über die Pflege des Niederdeutschen zu vermitteln.“
Plattdeutsch schreibenden Autoren und Mitgliedern literarischer Zirkel sollte die Möglichkeit gegeben werden, ihre Gedichte, Anekdoten und Kurzgeschichten vorzustellen. „Es gilt, neue plattdeutsche Literatur zu verbreiten und zugleich anzuregen, daß mehr und bessere Dichtung aus dem Alltag unserer sozialistischen Wirklichkeit entsteht. Damit soll geholfen werden, das gestiegene Bedürfnis nach niederdeutscher Wortkunst zu befriedigen und Mundartgruppen geeignetes Rezitationsmaterial anzubieten“, postulierte die Redaktion. Sie versprach, Forschungsergebnisse und Dokumentationen zum Leben, und Schaffen Fritz Reuters zu veröffentlichen, sich sprachlicher Probleme des Niederdeutschen in Vergangenheit und Gegenwart anzunehmen  und nach der Funktion der plattdeutschen Mundart heute zu fragen.
Der Spagat zwischen zumeist wissenschaftlichen Sachbeiträgen und literarischen Texten niederdeutsch schreibender Autoren gelang dem Kikut in etlichen Heften nur schwer. Allzu oft dominierten Sachbeiträge die unterrepräsentierte Primärliteratur. In den achtziger Jahren schrieben etliche Autoren gegen die Raketenrüstung in Ost und West an, wie zum Beispiel Inge Sikora mit dem Gedicht „Dei Neutronenwaff“ und Erna Taege-Röhnisch mit „Wi willen keen Füer, wat allns vertehrt“. Sorgen um die stark gefährdete Umwelt artikulierten sich in den Texten seltener. Für die Folge 12 (1987) glaubte die Redaktion eine Themenvorgabe machen zu müssen: Sie erbat von ihren Niederdeutschschreibern Beiträge zum Thema: Freundschaft zur Sowjetunion, stieß damit bei einem Teil der Autoren allerdings auf Widerspruch und Zurückhaltung. Der andere Teil lieferte die bekannten Klischees von freundschaftlichen Beziehungen zwischen Deutschen und Russen und freundlich-friedlichen Begegnungen mit Sowjetsoldaten 1945.
Nach dem politisch stürmischen Herbst 1989 konzipierte die Redaktion das erste Nachwende-Heft (Folge 16) unter den Leitgedanken „Wi sünd dat Volk – ok in Meckelnborg-Vörpommern bliwwt nicks bi’n Ollen“. Die Autoren sollten aufschreiben, was sie in den Tagen und Wochen des revolutionären Umbruchs im Norden der DDR erlebt, erlitten und erstritten hatten. Allerdings brauchte das Heft 16 bis zu seinem Erscheinen zweieinhalb Jahre und kam erst 1992 heraus. Von 30 angeschriebenen Autoren hatten vierzehn Beiträge für das Heft beigesteuert.

## Titelei
Auf dem Titel erscheint in Kleinschreibung der Name „kikut“, seit der ersten Folge von 1976 mit dem Zusatz „Plattdütsch gistern un hüt“. Mit der Folge 23/2000 wurde der Untertitel ergänzt um den Zusatz „Nahrichten ut de Reuterstadt“. Die Namenswahl „kikut“ ließ in der Leserschaft in den ersten Jahren offensichtlich Fragen offen. Im dritten Jahr des Erscheinens hielt ihn die Redaktion noch für erklärungsbedürftig: „Warum trägt diese Schriftenreihe den Titel ‚kikut‘, ist die Schreibweise richtig? Kikut ist ein durchaus gebräuchliches Substantiv, das von Reuter und Brinckman verwendet worden ist, und zwar in der Bedeutung ‚Ausblick, Umschau‘. Diese Bedeutung schwebte uns vor, als wir den Titel ‚kikut‘ wählten. Wir entschieden uns für Kikut, das vielleicht nicht so gebräuchlich ist wie Utkik.“

## Themenhefte
Einzelne Folgen des Kikut wurden schwerpunktmäßig einem einzigen Thema gewidmet und sind als Sonderhefte bezeichnet. Als Sonderhefte erschienene Folgen:
- 9/1984: Rudolf Tarnow
- 10/1985: 175. Geburtstag Fritz Reuters
- 14/1989: 175. Geburtstag John Brinckmans
- 21/1998 und 22/1999: Nachdruck der Grammatik der plattdeutschen Sprache von Dr. Julius Wiggers (Teile 1 und 2)
- 26/2005: Arnold Hückstädt, mit Auswahlbibliografie
- 29/2007: Bibliografie der Sekundärliteratur zu Fritz Reuter – Leben, Werk und Wirkung
- 30/2008: Ernst Lübbert, Werkverzeichnis
- 31/2010: Festschrift des Fritz-Reuter-Literaturmuseums zum Reuterjahr 2010
- 32/2011: Reuter 200! § 1: Allens bliwwt bi’n Ollen
- 33/2011: Zur Geschichte des Denkmals für Fritz Reuter in Stavenhagen

## Herausgeber
Als Herausgeber zeichnete von 1976 bis 1989 (Folgen 1 bis 14) die Bezirksleitung des Kulturbundes der Deutschen Demokratischen Republik, Bezirksarbeitskreis „Niederdeutsche Sprache und Literatur“ in Neubrandenburg verantwortlich. Das Fritz-Reuter-Literaturmuseum in Stavenhagen kam 1977 mit der Folge 3/4 als Herausgeber hinzu. Seit der Folge 24/2003 zeichnet das Stavenhagener Museum als Alleinherausgeber. Zwischen 1989 und 2007 (Folgen 14 bis 29) waren an einer Reihe von Folgen Mitherausgeber beteiligt, so das Mecklenburgische Folklorezentrum in Rostock (1989, Folge 14), das Volkskulturinstitut Mecklenburg-Vorpommern in Rostock (1991/92 bis 2000, Folgen 16 bis 23) und die Fritz Reuter Gesellschaft in Neubrandenburg (2007, Folge 29).

## Redaktion
Mittelpunkt der Redaktion war von Beginn an das Reuter-Museum in Stavenhagen, in Person der Museumsdirektoren, zunächst Arnold Hückstädt, später Cornelia Nenz, und unter Mitarbeit von Museumsangehörigen. Bis 1989/90 zählten zur Redaktion auch Kulturbundvertreter aus Neubrandenburg.

## Autoren
Zwei Gruppen von Autoren bilden getreu dem Zeitschriftenkonzept den Stamm der Kikut-Beiträger: Wissenschaftler und Plattdeutschschreiber. Unter den mit Sachbeiträgen vertretenen Literatur- und Sprachforschern: Ulrich Bentzien, Hans-Dietrich Dahnke, Jürgen Grambow, Jürgen Gundlach, Siegfried Neumann und Gerhard Schmidt-Henkel. Die in Kikut gedruckten Gedichte und Kurzerzählungen stammen zumeist von Laienschreibern wie Hartmut Boek, Hans Draehmpaehl, Heinz Fechtner, Hannelore Hinz, Ursula Kurz, Karl-Heinz Madauß, Lisa Milbret, Dieter Niebuhr, Heinz Pantzier, Inge-R. Sikora, Erna Taege-Röhnisch und August Wulff.

## Illustration
Für die grafische Gestaltung zeichnete von 1976 (Folge 1) bis 2000 (Folge 23) Werner Schinko verantwortlich, der in den Heften umfangreich auch mit Zeichnungen vertreten war. Für die von 1982 (Folge 7) bis 1991/92 (Folge 16) erschienenen Hefte lieferte der als Buchillustrator bekannte Schinko auch die Titelbildzeichnungen. Lediglich im ersten Heft (1976, Folge 1) war auch Erhard Großmann mit Federzeichnungen vertreten.

## Rubriken
Einen festen Platz in den Heften haben Jahresrückblicke („Chronik – Informationen“) und Jahresausblicke („Utkik“) sowie Rubriken wie „Wir stellen vor“, „Wir sammeln“ und „Sagwörter“. Vom Erscheinungsjahr 2000 (Folge 23) an werden die in allen Heften auch zahlreich enthaltenen Informationen aus dem Fritz-Reuter-Literaturmuseum unter der Dachzeile „Apporten“ veröffentlicht, der plattdeutschen Bezeichnung für Neuigkeiten.

## Erscheinen
Der Kikut ist bis 1989 (Folge 14) in Neubrandenburg erschienen. Seit 1990 (Folge 15) ist Stavenhagen Erscheinungsort. Das geplante jährliche Erscheinen konnte, zumeist aus finanziellen Gründen, nicht immer durchgehalten werden.

## Umfang
Der Umfang der einzelnen Folgen variierte erheblich. Die ersten beiden Hefte (1/1976 und 2/1977) starteten bescheiden mit 16 bzw. 28 Seiten. Auf je 56 Seiten Umfang steigerten sich die Herausgeber dann ab Folge 5/1980. Einen stärkeren Umfang hatten die in den achtziger Jahren erschienenen Sonderhefte zu Tarnow (9/1984, 68 Seiten), Reuter (10/1985, 84 Seiten) und Brinckman (14/1989, 80 Seiten). Im unruhigen Wendejahr 1990 erschien Folge 15 mit lediglich 36 Seiten. Seit Folge 16 (1991/92) variiert der Umfang der Kikut-Hefte zumeist zwischen 64 und 104 Seiten. „Ausreißer“ mit 182 Seiten ist das Heft mit der Bibliografie der Sekundärliteratur zu Fritz Reuter gewesen (29/2007).
Ein Heftumfang von mehr als 96 Seiten war zu DDR-Zeiten grundsätzlich verboten. Arnold Hückstädt 1995 rückblickend: „Die Limitierung auf höchstens 96 Seiten Umfang führte bei Heft 10, dem Reuter-Sonderheft 1985, zu einer peinlichen Situation. Der Gesamtumfang der 11 abzudruckenden Vortragsmanuskripte ging weit über die Limitierung hinaus. Zu Kürzungen waren die Autoren verständlicherweise nicht bereit. Was blieb als Ausweg? Die Zeilen wurden press gesetzt, die Schrifttypen so klein gewählt, daß sie dem mit normaler Sehkraft ausgestatteten Auge kaum mehr zugemutet werden konnten.“

## Herstellung
Satz und Druck der Kikut-Hefte besorgte vom Ersterscheinen 1976 (Folge 1) bis 1990 (Folge 15) die Bezirksdruckerei „Erich Weinert“ mit ihren Betriebsteilen in Waren (Müritz) und Malchin. Danach übernahmen private Druckereien die Herstellung: die Druckerei Malchin GmbH (1991/92, Folge 16, und 1993, Folge 17), Grafik und Druck GmbH, Stavenhagen (1996, Folge 18/19, bis 2000, Folge 23), werbeC Schölzel GmbH, Demmin (seit 2003, Folge 24).

## Auflage
Verlässliche Angaben zur Höhe der Auflage der einzelnen Kikut-Folgen sind nicht bekannt. Rückblickend war 1993 in der Presse von 750 bis 1500 Exemplaren je Folge die Rede. Beteiligte von damals sprechen von einer Auflage von anfangs zwischen 300 und 500 Exemplaren. Arnold Hückstädt erinnert sich: „Die Auflagenhöhe von ursprünglich 750 Exemplaren erhöhte sich mit dem zweiten Heft auf 1000 Stück.“

## Rezeption
Das Kikut-Sonderheft Nr. 10 (Von der Stromzeit zur „Stromtid“), das die auf einer Wissenschaftlichen Konferenz in Neubranden am 8. November 1985 gehaltenen Vorträge zu Fritz Reuters 175. Geburtstag enthielt, hat die Lübecker Fritz Reuter Gesellschaft ihren Mitgliedern 1987 als Jahresgabe überreicht.
Rezensionen sämtlicher Kikut-Hefte sind in den ersten zwanzig Jahren des Erscheinens in der Hamburger Zeitschrift „Quickborn“ für plattdeutsche Sprache und Literatur erschienen. Verfasser war durchgehend der Kieler Germanist Ulf Bichel.
Eine umfangreiche Dokumentation zur Zeitschrift Kikut liegt im Fritz Reuter Literaturarchiv Hans-Joachim Griephan Berlin. Diese enthält auch ein vollständiges Verzeichnis aller in den Kikut-Heften gedruckten Autoren.